# Jacques d'Aubert
Jacques d'Aubert (født 16. december 1769 i København, død 11. december 1844 i Pisa) var en dansk officer, bror til Benoni d'Aubert.
Han var en søn af François Jacques Xavier d'Aubert. Han blev 1776 artillerikadet, 1781 sekond-, 1787 premierløjtnant, 1791 karakteriseret, 1796 virkelig stabskaptajn, 1802 kompagnichef, 1807 karakteriseret, 1813 virkelig major, 1812 karakteriseret, 1816 virkelig oberstløjtnant og chef for Holstenske Artilleribrigade, 1814 karakteriseret oberst, 1815 kammerherre. 1819 gik han af og blev generalkrigskommissær. 1813 blev han efter oberstløjtnant Wenzel Harmer pladskommandant i Altona og 1814 medlem af kommissionen til at bestyre tilbagetagelsen af hertugdømmerne Slesvig og Holsten.
1825 udgav han i Paris sine memoirer om begivenhederne ved Hamborg i 1813. Han udtalte sig deri meget bittert om den danske krigsførelse og fremsatte uheldige insinuationer imod prins Frederik af Hessen, der i 1813 var kommanderende general, og med hvem d'Aubert havde haft flere sammenstød. Kongen lod derfor d'Aubert stille for en krigsret, der dømte ham for overtrædelse af Trykkefrihedsloven til tab af charge og 6 års landsforvisning. Kongen formildede dommen til simpel afsked og fæstningsarrest på kongens nåde. D'Aubert forløb sig dog igen, imedens han sad i Kastellet, i breve, han skrev til kongen og andre. Hans arrest blev derfor for en tid skærpet. 1827, efter 2 års arrest, blev han benådet og fik en ny afsked med pension. Han rejste til Tyskland, bosatte sig i Oldenborg og døde 11. december 1844 i Pisa.
Han var en begavet og dygtig artilleriofficer med udmærkede militære kundskaber, men hypokonder og ærgerrig; han overvurderede sig selv, og da han var i så høj grad lidenskabelig, at det næsten kunne kaldes sygdom, forløb han sig stadig. Straffen for hans bog synes dog for streng. Han var 1792 blevet gift med Christine Sophia Caroline Destinon (døbt 4. februar 1769 i Kastellet – 24. januar 1809), datter af generalmajor Johannes von Destinon.